# Lijst van voetbalinterlands Britse Maagdeneilanden - Kaaimaneilanden
Deze lijst van voetbalinterlands is een overzicht van alle officiële voetbalwedstrijden tussen de nationale teams van de Britse Maagdeneilanden en de Kaaimaneilanden. De landen speelden tot op heden zes keer tegen elkaar. De eerste ontmoeting, een kwalificatiewedstrijd voor de Caribbean Cup 2001, werd gespeeld in Fort-de-France (Martinique) op 4 april 2001. Het laatste duel, een groepswedstrijd tijdens de CONCACAF Nations League 2024/25, vond plaats op 12 oktober 2024 in Basseterre (Saint Kitts en Nevis).

## Wedstrijden
| № | Plaats         | Datum            | Competitie                      | Wedstrijd                     | Uitslag |
| - | -------------- | ---------------- | ------------------------------- | ----------------------------- | ------- |
| 1 | Fort-de-France | 4 april 2001     | Caribbean Cup 2001 kwalificatie | Kaaimaneil. − Br. Maagdeneil. | 2 − 2   |
| 2 | Kingstown      | 26 november 2004 | Caribbean Cup 2005 kwalificatie | Br. Maagdeneil. − Kaaimaneil. | 0 − 1   |
| 3 | Road Town      | 3 juni 2022      | CONCACAF Nations League 2022/23 | Br. Maagdeneil. − Kaaimaneil. | 1 − 1   |
| 4 | George Town    | 7 juni 2022      | CONCACAF Nations League 2022/23 | Kaaimaneil. − Br. Maagdeneil. | 1 − 1   |
| 5 | George Town    | 4 september 2024 | CONCACAF Nations League 2024/25 | Br. Maagdeneil. − Kaaimaneil. | 0 − 1   |
| 6 | Basseterre     | 12 oktober 2024  | CONCACAF Nations League 2024/25 | Kaaimaneil. − Br. Maagdeneil. | 1 − 0   |

## Samenvatting
| Competitie                 | Totaal gespeeld | Winst Br. Maagdeneil. | Gelijk | Winst Kaaimaneil. | Doelsaldo Br. Maagdeneil. – Kaaimaneil. |
| -------------------------- | --------------- | --------------------- | ------ | ----------------- | --------------------------------------- |
| CONCACAF Nations League    | 4               | 0                     | 2      | 2                 | 2 − 4                                   |
| Caribbean Cup-kwalificatie | 2               | 0                     | 1      | 1                 | 2 − 3                                   |
| Totaal                     | 6               | 0                     | 3      | 3                 | 4 − 7                                   |

Wedstrijden bepaald door strafschoppen worden, in lijn met de FIFA, als een gelijkspel gerekend.
BVIFA · A-internationals · vrouwenelftal
Amerikaanse Maagdeneilanden ·
Anguilla ·
Antigua en Barbuda ·
Aruba ·
Bahama's ·
Barbados ·
Bermuda ·
Cuba ·
Curaçao ·
Dominica ·
Dominicaanse Republiek ·
Grenada ·
Guatemala ·
Haïti ·
Kaaimaneilanden ·
Montserrat ·
Puerto Rico ·
Saint Kitts en Nevis ·
Saint Lucia ·
Saint Vincent en de Grenadines ·
Suriname ·
Trinidad en Tobago ·
Turks- en Caicoseilanden
CIFA · A-internationals · Olympisch elftal · Kaaimaneilands vrouwenelftal
Amerikaanse Maagdeneilanden ·
Anguilla ·
Antigua en Barbuda ·
Aruba ·
Bahama's ·
Barbados ·
Belize ·
Bermuda ·
Britse Maagdeneilanden ·
Canada ·
Cuba ·
Dominicaanse Republiek ·
El Salvador · 
Grenada ·
Guyana ·
Haïti ·
Jamaica ·
Moldavië ·
Montserrat ·
Nederlandse Antillen ·
Nicaragua ·
Puerto Rico ·
Saint Kitts en Nevis ·
Saint Lucia ·
Saint Vincent en de Grenadines ·
Suriname ·
Trinidad en Tobago ·
Turks- en Caicoseilanden ·
Verenigde Staten